# بوتشي
البوتشيّة أو البُتشيّة أو (نقحرة: بوتشي) تلعب بكرات من الحديد أو البلاستيك ويرجع تاريخها للعصر الروماني وتطورت إلى شكلها الحالي في إيطاليا.
- تنتشر في عدد من الدول الأوروبية وأمريكا الشمالية.

يمكن لعبها على الرمال وعلى الأسفلت وعلى الحشائش في الحدائق وغيرها.

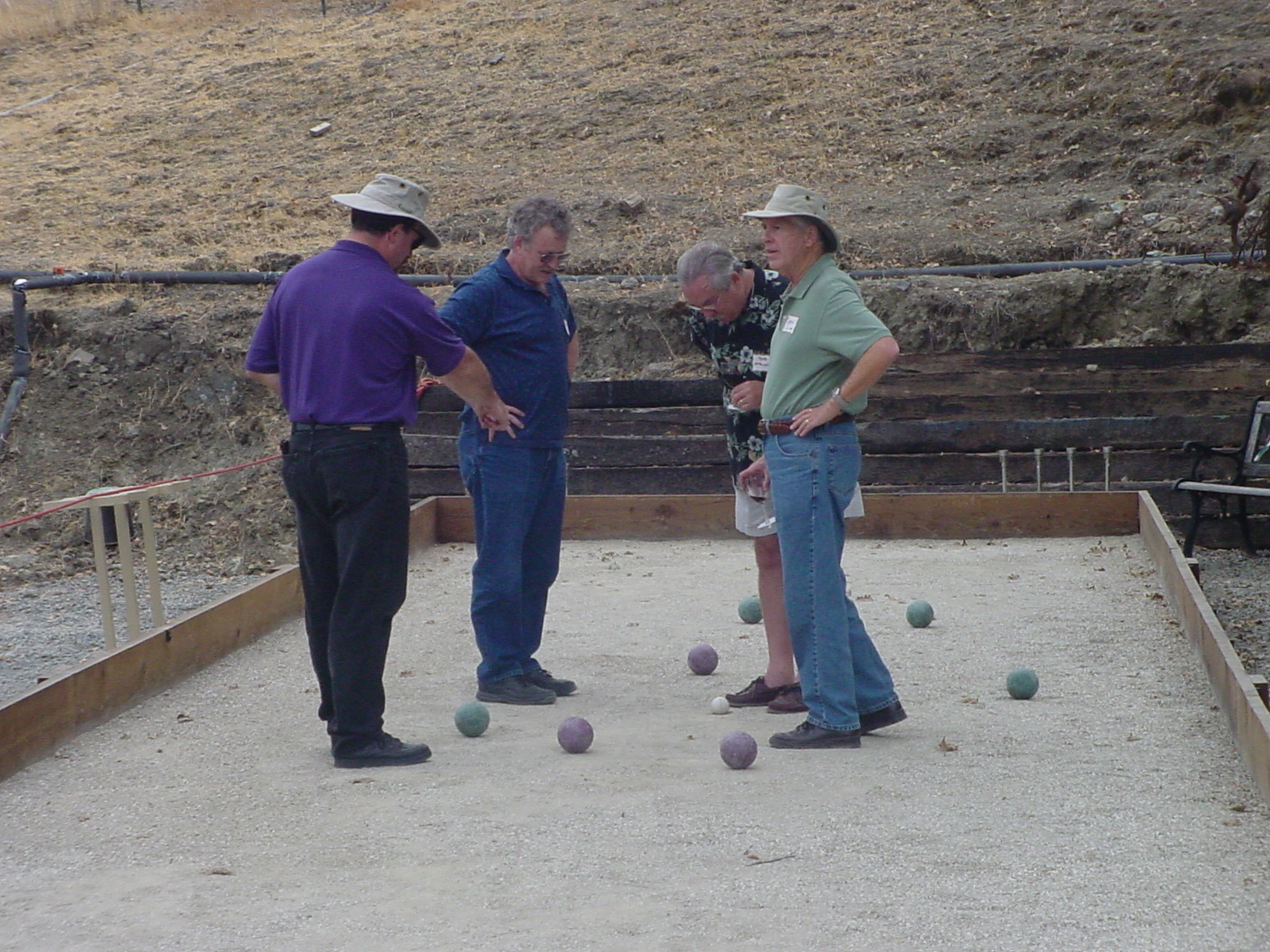
عدد من لاعبي البوتشي

- يلعبها 2 أو (4 أو 6) واذا كانوا أربعة أو ستة فيكونوا فريقين كل فريق فيه 2 أو ثلاثة
- كل لاعب يكون معه 3 كور أما في السداسية والرباعية فيكون كل لاعب معه كرتين.وكل فريق بلون مختلف
- ترسم خط على الأرض
- يعمل قرعة من يحصل عليها يرمي كرة (الجاك بولانو+ كرة صغيرة أصغر من جميع الكور تكون بحجم كرة التنس الأرضي تقريبا)
- الذي رمى الجاك يرمي كرته إلى الجاك قبل الخط المرسوم محاولاً إصابتها أو أن تكون ملاصقة لها جداً، أي كلما كان قريبا منها كان أفضل.
- إذا انتهت الكرات من اللاعبين ينظر إلى أقرب الكرات للكرة البولانو ويعتبر له نقطة وإذا كان قريب منها بكرتين فله نقطتان.